# László Papp (luchador)
László Papp (Szentes, Hungría, 4 de enero de 1905-Budapest, 28 de enero de 1998) fue un deportista húngaro especialista en lucha grecorromana donde llegó a ser subcampeón olímpico en Ámsterdam 1928.

## Carrera deportiva
En los Juegos Olímpicos de 1928 celebrados en Ámsterdam ganó la medalla de plata en lucha grecorromana estilo peso medio, siendo superado por el finlandés Väinö Kokkinen (oro) y por delante del estonio Albert Kusnets (bronce).